# Pavlenišvili
Pavlenišvili (gru.  ფავლენიშვილი, rus. Павле́новы,) je bila plemenitaška obitelj. Bila je stara gruzijska vladarska obitelj, ogranak vladarske obitelji Mhargrdzeli, koja je potjecala od drevne iranske obitelji Karen-Pahlevi,  iranskog arsakidskog podrijetla.
Prema jednoj tezi, korijen Pavleni dolazi iz Pahlevi.
Pjesnik Mihail Pavlenišvili pripada ovoj obitelji.

## Vanjske poveznice
- (engleski) Podrijetlo obitelji  Arhivirana inačica izvorne stranice od 9. ožujka 2012. (Wayback Machine)
- (engleski) Popis osoba, potvrđenih kao kraljevski Pavlenišvili, prema le Livre de velours, 1850.   Arhivirana inačica izvorne stranice od 22. veljače 2015. (Wayback Machine)